# Eric H. Cline
Eric Cline (Washington, 1º settembre 1960) è un archeologo, storico e antropologo statunitense.
È professore di storia antica e archeologia presso la George Washington University (GWU) a Washington. È coautore del Bulletin of the American Schools of Oriental Research con il collega Christopher Rollston.

## Studi e titoli accademici
Cline ha conseguito il suo B.A. in Archeologia classica al Dartmouth College nel 1982 ed il suo M.A. in lingue e letterature del vicino oriente all'Università di Yale nel 1984. Incluso nel Programma Fulbright nel 1989, nel 1991 consegue il dottorato in storia antica all'Università della Pennsylvania.

## Riconoscimenti
Candidato al Premio Pulitzer nel 2014, i libri del Professor Cline hanno ottenuto riconoscimenti sei volte: due volte vincitore del "Nancy Lapp Popular Book Award" (nel 2014 e nel 2018) e tre volte del "Best Popular Book on Archaeology" Award (2001, 2009 e 2011); inoltre, con il volume di cui è coautore ha vinto nel 2019 il G. Ernest Wright Award dell'American Schools of Oriental Research.

## Pubblicazioni in italiano
- Armageddon: la valle di tutte le battaglie, traduzione di Stefano Suigo, Bollati Boringhieri, Torino 2016
- Tre pietre fanno un muro: la storia dell'archeologia, traduzione di Stefano Suigo, illustrazioni di Glynnis Fawkes, Bollati Boringhieri, Torino 2018
- Negli scavi: l'archeologia raccontata da chi la fa, traduzione di Stefano Suigo, Bollati Boringhieri, Torino 2021
- Archeologia biblica: una breve introduzione, traduzione di Laura Ferrari, Queriniana, Brescia 2021
- Gerusalemme assediata: dall'antica Canaan allo Stato d'Israele, traduzione di Stefano Suigo, Bollati Boringhieri, Torino 2022
- La città perduta di re Salomone: alla ricerca di Armageddon, traduzione di Maristella Notaristefano, Hoepli, Milano 2022
- 1177 a.C. Il collasso della civiltà, traduzione di Cristina Spinoglio, Bollati Boringhieri, Torino 2023
- La sopravvivenza delle civiltà. Dopo il 1177 a.C. Benvenuti nell'Età del ferro, traduzione di Susanna Bourlot, Bollati Boringhieri, Torino 2024